# 帕苏什-迪加约卢
帕苏什-迪加约卢是葡萄牙波尔图区的一个堂区。总面积7.89平方公里，总人口1092人，人口密度138.4人/平方公里。